# けいすけさん、ビデオも色々と大変ねぇ。
『けいすけさん、ビデオも色々と大変ねぇ。』（けいすけさん ビデオもいろいろとたいへんねぇ）は、桑田佳祐のライブ・ビデオ。2003年3月26日にVHSとDVDで発売。発売元はタイシタレーベル。

## 背景
2002年11月16日から行われた全国ドームツアー「けいすけさん、色々と大変ねぇ。」、及び横浜アリーナでの追加公演「けいすけさん、年末も色々と大変ねぇ。」の模様を収録した映像作品。年越しの模様がリリースされるのはこれが初めてであった。DVD版のみ初回特典として、ツアーの模様を収めたフォトアルバムと同時点までのディスコグラフィが収められたDVDを付属。
2002年の桑田の活動でサポートを行った「THE BALDING COMPANY」のメンバーが語る桑田の素顔や、桑田による上述のツアーの総括、年越しライブ終了直後の楽屋など、ライブの模様だけではなく舞台裏も収録された。また、キャプション機能により全曲の歌詞字幕が収録されている。

## 収録曲
1. HOLD ON (It's Alright)
2. 地下室のメロディ
3. 月
4. スキップ・ビート (SKIPPED BEAT)（KUWATA BAND）
5. 悲しい気持ち (JUST A MAN IN LOVE)
6. 白い恋人達
7. BLUE MONDAY
8. 東京ジプシー・ローズ
9. 東京
10. 影法師
11. どん底のブルース[注 1]
12. 真夜中のダンディー
13. ROCK AND ROLL HERO
14. JAIL 〜奇妙な果実〜
15. ハートに無礼美人 (Get out of my Chevvy)
16. 質量とエネルギーの等価性
17. 夏の日の少年
18. 可愛いミーナ
19. 波乗りジョニー
20. 誰かの風の跡
21. 祭りのあと

## 参加ミュージシャン
- 桑田佳祐:Vocal, Guitar
- THE BALDING COMPANY
  - 斎藤誠:Guitar
  - 角田俊介:Bass
  - 小田原豊:Drums
  - 片山敦夫:Keyboards
  - 深町栄:Keyboads
  - 三沢またろう:Percussion
  - 山本拓夫:Sax
  - 平松八千代:Chorus, Guitar
  - 角谷仁宣:Computer Operation